# De Kreun
De Kreun is een concertclub in de Belgische stad Kortrijk. Naast het organiseren van talrijke muziekconcerten vormt De Kreun ook een muziekcentrum dat muziekgroepen uit de regio ondersteunt en een platform biedt. Bekende namen als Ozark Henry, Moonlake, Goose, Hitch, Galatasaray, Hawai speelden allen hun eerste shows in De Kreun.

## Geschiedenis
Aanvankelijk opende de concertclub in de Kortrijkse deelgemeente Bissegem de deuren. In 2006 vierde De Kreun zijn 25ste verjaardag. Rond die periode verhuisde de club naar de binnenstad, waar het zich vestigde in de voormalige cinema Den Gouden Lanteern in de Jan Persijnstraat, nabij het Sint-Michielsplein te Kortrijk. De burelen bevinden zich sindsdien in het muziekcentrum Track*, aan het Conservatoriumplein, waar zich onder andere ook repetitielokalen en opnamestudio's bevinden (in de gebouwen van de voormalige BRTN).
In het najaar van 2009 opende een nieuwe infrastructuur de deuren, met een concertzaal, workshoplokalen, repetitieruimtes, opnamestudio's nabij het muziekcentrum Track*.
Tegenwoordig wordt dit nieuwe complex gebruikt om concerten, festivals en fuiven te organiseren, maar evenzo om culturele manifestaties te houden.